# Сутри
Сутри (итал. Sutri) — коммуна в Италии, располагается в регионе Лацио, подчиняется административному центру Витербо.
Покровительницей коммуны почитается святая Дольчиссима (Santa Dolcissima). Праздник ежегодно празднуется 16 сентября.
В истории город ознаменовался тем, что здесь в 1046 году состоялся собор, на котором германский король Генрих III обличил трёх пап в симонии и лишил их духовных санов, в том числе снял действующего римского папу Григория VI.